# 和賀氏
和賀氏（わがし）は、日本の氏族。鎌倉時代から戦国時代にかけて、現在の岩手県北上市周辺にあたる陸奥国和賀郡を本拠地とした国人。

## 出自
和賀氏の出自および系譜に関しては数々の伝承記録が伝えられ、『奥南落穂集』では遠祖を源頼朝とし、『源姓和賀系図』によると、和賀氏の祖・多田式部大輔忠明が建久2年（1191年）に宮城県刈田郡より更木梅ヶ沢に移り、後に二子飛勢森に移ったとあるが、和賀一族・鬼柳氏の『鬼柳文書』では、祖は小野姓中条氏の系統で、鎌倉御家人中条義勝（法橋成尋）の次男・成季である。成季（義季・入道西念）は和田義盛の養子となって桓武平姓に改姓、行賞によって陸奧刈田郡を与えられて、刈田三郎左衛門尉を名乗り、その子・義行も当初は刈田三郎左衛門尉と名乗った（『吾妻鏡』貞永3年正月1日条）が、承久年間（1219から22年）に和賀郡に下って、郡半分の地頭として義行以降は和賀氏と称し（『鬼柳文書』所収系図）てその宗家となり、黒岩（北上市）の岩崎を本拠とし、また、同じころ、義行の弟義春も宗家と重複しない和賀郡を与えられ、初め更木の梅ヶ沢により、後に二子城に移ったものと考えられている。

## 歴史
南北朝期において、暦応3年（1340年）には、有力な一族・鬼柳氏らと共に北朝方に転じ、南朝方に属した同族の須々孫氏らを攻めており、和賀氏も南朝・北朝側に一族が分かれて戦ったが、応永8年（1401年）に、関東管領から和賀下総入道時義に和賀一族の惣領権と和賀郡一円の支配権を認める辞令を得た。和賀惣領家の本拠は二子城に置かれ、天正年間まで地方大名としての体制を維持し続けた。
永享7年（1435年）、和賀惣領家と須々孫義躬（またはその子・義村）、有力家臣・黒沢尻氏との間で一族内の確執が表面化すると、須々孫、黒沢尻側が稗貫氏の加勢を得て争いが近隣へ波及した。南部守行が子・義政に3万近い大軍を率いらせて惣領家側で参戦し、葛西氏や大崎氏も南部氏側として介入、翌永享8年（1436年）まで続く和賀の大乱となった。この争乱の結果、和賀氏は加美郡や志田郡、栗原郡方面にあった飛地領を手放すこととなり、須々孫氏は義村の次々代・義和から姓を同音異字の煤孫と名乗り（つまり義躬、義村の血統は家督継承しなくなったと思われる）、黒沢尻氏に至っては実質、滅んでいる。
やがて戦国時代になると稗貫氏の家臣として和賀義勝の名が見える。義勝の子の広忠は稗貫輝時の養子となり、輝時の死後に稗貫家を継いでいる。
天正18年（1590年）、和賀氏が小田原の陣に参陣しなかったことにより、豊臣秀吉によって所領没収、城地追放の処分がなされ、和賀郡は秀吉の蔵入地（直轄領）となる。同天正18年（1590年）秋に旧二子城主・和賀義忠らが蜂起した和賀・稗貫一揆が発生したが一揆勢は敗北し、義忠は西和賀方面に敗走した。翌天正19年に和賀・稗貫郡は南部氏が領有するところとなった。慶長5年（1600年）、和賀氏による2回目の旧領争奪一揆が起こり、南部氏の最上出陣中に伊達氏の支援を受けた和賀忠親が挙兵し、花巻城を攻めたが失敗し、岩崎城に立て籠ったが、翌慶長6年（1601年）春に、岩崎城は陥落した。（岩崎一揆）
和賀忠親は逃げ延びたが、一揆の通報を受けた徳川家康は忠親の召喚を命じ、護送の途中、仙台国分尼寺で自害した（『伊達治家記録』）。なお、忠親には義弘と忠弘の二子があり、義弘は後に伊達政宗により120石を賜わり、忠弘は岩崎城落城の折に旧臣岩淵大炊の手引きで落ち延び、陸奥磐井郡摺沢村（岩手県一関市）の小原家に養われて、小原と改姓した。

## 庶家
- 鬼柳氏：和賀氏宗家3代・泰義の庶子とされる光義が和賀郡鬼柳（現在の北上市鬼柳地域）に所領を与えられたのに始まる。応永8年（1401年）以降、宗家に変わって和賀郡一円の惣領頭となった。元南部藩士鬼柳氏は和賀氏の歴史を伝える有力史料である『鬼柳文書』を伝えている。
- 須々孫氏：中條盛尋の孫・和賀義行の三男・景行を祖とする。現在の北上市和賀町のほぼ全域に当たる、室対郷・梅木郷・江釣神田・桜岳野馬・日戸牧・須々孫野馬を領有し、和賀氏の有力庶家であった。南北朝の頃には須々孫行義は南朝側に属し、北朝側の和賀宗家や鬼柳氏と争ったが、正平7年/観応3年（1352年）には府中城（宮城県多賀城付近）の合戦に敗れ、和賀郡内所領の5分の4と出羽国仙北郡内所領の全てを削られて宗家の家臣となった。永享7年（1435年）からの和賀の大乱で和賀惣領家に反抗した結果、それまでの嫡流は家督継承から外れたと思われ、姓を同音異字の煤孫と名乗るようになった。慶長6年（1601年）の岩崎一揆には煤孫野州・惣助父子が一揆側に参陣している。尚、元プロ野球選手の煤孫伝はその煤孫氏の末裔と言われている。
- 黒沢尻氏：安倍頼時の五男・正任が現在の北上市中心部にあたる黒沢尻の地を治めて黒沢尻五郎を名乗ったのが始まりで、その兄弟・家任の子孫が室町時代に黒沢尻に居館を置いていたと伝えられ、後に和賀氏に仕えた。和賀の大乱で須々孫氏側に付いて和賀惣領家と戦い、この争乱で絶家したと思われる[要出典]。
- 江釣子氏：出自詳細は不明とされる。北上市江釣子一帯に所領を持つ和賀氏の有力家臣で、天正9年（1581年）の『和賀分限録』に江釣子民部の名がある。東・西・北側に水堀を備え、南側を和賀川に面した上江釣子十文字の丘に江釣子館を構えていた。
- 大釜氏：盛岡市街の西郊、大釜邑主で、居館は雫石川の北岸大畑にあり大釜館と称し、和賀家に叛き南部家に出仕した。

## 家臣団
『和賀分限録』（天正9年（1582年））による家臣団の概容によれば、以下の階層があり、その知行総高68,011石である。
- 御会釈座  2家
  - 黒岩薩摩月斉（6500石）、小田島主殿守（頭）・同隼人正下総守（2200石）

- 御一門  3家
  - 和賀治部太夫頼斎（蔵米500石）、同主水正忠実（同左）、同長門守春安（同左）

- 御一家  2家
  - 鬼柳伊賀守盛正（蔵米500石）、鬼柳兵庫頭（同左）

- 御城持衆  15家
  - 八重樫播磨守源蔵（1900石）、都鳥平馬玄蕃（1500石）、小原左馬介藤次（1300石）、川原田源蔵（1200石）、湯沢隼人正（1050石）、成田藤内（800石）、煤孫惣助（500石）、平沢雅楽助（460石）、根子内蔵介（400石）、晴山長門（400石）、工藤主計頭（300石）、上野長人（300石）、昆土佐（300石）、筒井縫殿助（300石）、梅沢近助（200石）

- 平士  120名